# مارکو مینارد
مارکو مینارد (هلندی: Marco Minnaard؛ زادهٔ ۱۱ آوریل ۱۹۸۹) دوچرخه‌سوار اهل هلند است.
از باشگاه‌هایی که در آن رکاب زده‌است می‌توان به تیم دوچرخه‌سواری رابوبانک دولوپمنت و وانتی–گروپ گوبر اشاره کرد.